# Germânia FC
Germânia FC was een Braziliaanse sportclub uit Rio de Janeiro. De club was naast voetbal en zaalvoetbal ook nog in andere sporten actief. 

## Geschiedenis
De club werd opgericht in augustus 1910 door dissidenten van Carioca FC. De meeste leden waren Duitse migranten waardoor de naam Germânia aangenomen werd. In 1912 nam de club deel aan het Campeonato Carioca, dat dat jaar verdeeld werd door twee rivaliserende bonden en competities. Germânia werd vierde. Na dit seizoen fuseerden de bonden en was er in de competitie geen plaatst meer voor Germânia. Op 14 juni 1917 fuseerde de club met Jardim FC en werd door deze club opgeslorpt. 